# هوبير غوتييه
هوبير غوتييه (بالفرنسية: Henri Gautier)‏ هو مهندس فرنسي، ولد في 21 أغسطس 1660 في نيم في فرنسا، وتوفي في 27 سبتمبر 1737 في باريس في فرنسا.

## وصلات خارجية
- هوبير غوتييه على موقع الموسوعة البريطانية (الإنجليزية)